# سادائو بکو
سادائو بکو (انگلیسی: Sadao Bekku; ۲۴ مارس ۱۹۲۲ – ۱۲ ژانویهٔ ۲۰۱۲) آهنگساز اهل ژاپن بود.